# Vapor Dithmarschen
El vapor Dithmarschen fue un buque construido en los astilleros R.and H.Geen, Londres. Su casco era de hierro y su propulsión era con ruedas, tenía dos máquinas compound construidas por J.& G. Rennie de Londres.
En 1890 pertenecía a Vorwerk Gebr. & Son, fue un vapor mercante arrendado por los congresistas durante la guerra civil chilena de 1891. Sirvió como transporte de caballeros en el convoy que zarpó desde Huasco a Quintero, desembarcando en el 20 de agosto de 1891. En 1892 pertenecía a C. Wuth con su nombre originario, Anita.